# Alex Stivrins
Alex Frank Stivrins (Lincoln, 29 novembre 1962) è un ex cestista statunitense, professionista nella NBA, in Francia, Spagna, Italia e Giappone.

## Biografia
Ha due figlie, Lauren e Amber, entrambe pallavoliste.

## Carriera
È stato selezionato dai Seattle SuperSonics al quarto giro del Draft NBA 1985 (75ª scelta assoluta).